# La Salle (Minnesota)
La Salle – miasto w Stanach Zjednoczonych, w stanie Minnesota, w hrabstwie Watonwan.